# هيئة تكنولوجيا المعلومات والاتصالات (تركيا)
هيئة تكنولوجيا المعلومات والاتصالات (بالتركية: Bilgi Teknolojileri ve İletişim Kurumu) هي منظمة حكومية تركية مسؤولة عن تنظيم الاتصالات في تركيا. تأسست يوم 29 يناير عام 2000.

## روابط خارجية
موقع الهيئة الرسمي